# Milwaukee Brewers
I Milwaukee Brewers sono una squadra professionistica di baseball della Major League Baseball (MLB), con sede a Milwaukee, Wisconsin. Sono membri della Central division della National League (NL). Il nome della squadra (birrai) deriva dall'associazione della città con la produzione di birra. A partire dal 2001, i Brewers disputano le loro gare interne all'American Family Field, con una capacità di 41.900 posti a sedere.
La squadra fu fondata nel 1969 come Seattle Pilots, un expansion team della American League (AL), a Seattle, Washington. I Pilots disputavano le loro gare casalinghe al Sick's Stadium. Dopo una sola stagione, la squadra fu trasferita a Milwaukee, diventando nota come Brewers e giocando le sue partite a Milwaukee County Stadium. Nel 1998, i Brewers passarono alla National League.
Alla stagione 2023, i Brewers hanno disputato più di 8.500 partite nella stagione regolare. La loro unica apparizione alle World Series avvenne nel 1982. Dopo avere vinto le AL Championship Series contro i California Angels, i Brewers affrontarono i St. Louis Cardinals nella finalissima, perdendo 4-3. Nel 2011, i Brewers vinsero le Division Series contro gli Arizona Diamondbacks per 3–2, ma persero nelle NL Championship Series contro i Cardinals futuri campioni.

## Storia

### Gli originali Brewers
I Milwaukee Brewers furono una delle originarie otto squadre a prendere parte all'American League nell'anno di nascita, il 1901. Dopo una sola stagione la franchigia fu spostata a Saint Louis dove prese il nome di St.Louis Browns. I Browns giocarono nell'American League fino al 1954, con un'apparizione alle World Series del 1944, dopodiché si trasferirono a Baltimora cambiando nuovamente nome e diventando gli attuali Baltimore Orioles.

### Gli attuali Brewers
L'espansione della American League del 1969 portò alla nascita dei Kansas City Royals e dei Seattle Pilots. La città di Seattle tuttavia non si dimostrò all'altezza di sostenere una squadra professionistica di baseball perciò i Pilots dopo una sola stagione si trasferirono a Milwaukee dove ripresero il nome dell'originale squadra del luogo, i Milwaukee Brewers, appunto.

## Statistiche e date da ricordare

logo commemorativo dei 25 anni dalle World Series giocate dai Brewers nel 1982

La migliore stagione per la franchigia è stata quella 1979 quando i Brewers chiusero con un record di 95 vinte e 66 perse; la peggiore fu la 2002 con 56 gare vinte e ben 106 perse. L'unica apparizione dei Milwaukee Brewers alle World Series è quella del 1982 contro i St. Louis Cardinals. I Brewers persero la serie in 7 gare. Dopo diverse stagioni negative i Brewers hanno chiuso la stagione 2005 con un record in pareggio vincendo 81 gare e perdendone altrettante; erano 13 anni che la squadra aveva un record negativo.
Per tre volte un giocatore dei Brewers ha ricevuto il MLB Most Valuable Player award: nella stagione 1981 Rolie Fingers mentre nel 1982 e nel 1989 Robin Yount.
Pat Listach è l'unico giocatore dei Brewers ad aver ricevuto il MLB Rookie of the Year award: è successo nella stagione 1992.
Il 13 giugno 1997 i Milwaukee Brewers sono stati la prima squadra dell'American League ad affrontare nella Stagione regolare una squadra della National League; dalla stagione successiva i Brewers fanno ufficialmente parte della National League, diventando la prima squadra della Major League Baseball moderna a muoversi da una lega all'altra.

## Stadio

logo alternativo dei Milwaukee Brewers (2000-2019)

L'attuale stadio dei Milwaukee Brewers è l'American Family Field, uno dei più affascinanti e moderni impianti di baseball, che dalla stagione 2001 ha sostituito il Milwaukee County Stadium, casa dei Brewers per 30 anni. Il Miller Park (noto con tale denominazione fino al 2020) portò il nome dell'industria della birra Miller, proprietaria e sponsor della franchigia e dell'impianto. Proprio in occasione dello spostamento nel nuovo campo da gioco i Brewers nella stagione 2000 hanno optato per un restyling dell'immagine della squadra: logo, colori sociali e divise da gioco sono stati così modificati; il disegno del logo principale era basato proprio sul famoso logo della birra Miller e l'accostamento era evidente ancora di più nel logo alternativo che riprendeva la M di Milwaukee, la spiga di grano della birra e la sagoma dello Stato del Wisconsin. La città di Milwaukee ha ospitato per due volte l'MLB All-Star Game, uno nel 1975 e uno nel 2002. L'accordo con la Miller si concluse nel 2020.
Dal 2021 lo stadio venne ridenominato American Family Field, in seguito all'accordo con l'omonima compagnia assicuratrice "American Family Insurance".

## Giocatori importanti

### Membri della Baseball Hall of Fame
| Hall of Famer dei Milwaukee Brewers |      |
| Giocatore                           | Anno |
| Hank Aaron                          | 1982 |
| Rollie Fingers                      | 1992 |
| Trevor Hoffman                      | 2018 |
| Paul Molitor                        | 2004 |
| Bud Selig                           | 2017 |
| Ted Simmons                         | 2020 |
| Don Sutton                          | 1998 |
| Robin Yount                         | 1999 |

Note
I giocatori in grassetto sono riprodotti nella Hall of Fame con l'uniforme dei Brewers
Nessun giocatore dell'annata giocata come Seattle Pilots è stato introdotto nella Hall of Fame

### Numeri ritirati
| Bud Selig Proprietario Ritirato il 6 aprile 2015 | Paul Molitor 3B Ritirato l'11 giugno 1999 | Robin Yount SS Ritirato il 29 maggio 1994 | Rollie Fingers P Ritirato il 9 agosto 1992 | Hank Aaron OF Ritirato il 3 ottobre 1976 | Jackie Robinson - Ritirato da MLB il 15 aprile 1997 |

## Tradizioni
A metà del sesto inning, durante ogni partita casalinga dei Milwaukee Brewers, ha luogo la celebre "Sausage Race" (Corsa delle Salsicce, che sono le mascotte della squadra). Tale corsa consiste in una prova di velocità tra cinque impiegati della società indossanti un costume di 2.21 metri a forma di salsiccia (una tedesca, una polacca, una italiana, un hot dog americano e un chorizo).
Nel 2003 è uscito nei cinema il film Mr. 3000 con l'attore Bernie Mac. Il film narra la storia di Stan Ross, immaginario battitore dei Milwaukee Brewers che decide di ritirarsi dopo la sua battuta valida numero 3000, all'apice della carriera, ma è costretto a ritornare in campo dopo alcuni anni per vedere riconosciuto il suo record.

## Affiliate nella Minor League
| Livello | Team                      | League                  | Città                                |
| ------- | ------------------------- | ----------------------- | ------------------------------------ |
| AAA     | Nashville Sounds          | Triple-A East           | Nashville, Tennessee                 |
| AA      | Biloxi Shuckers           | Double-A South          | Biloxi, Mississippi                  |
| A+      | Wisconsin Timber Rattlers | High-A Central          | Grand Chute, Wisconsin               |
| A-      | Carolina Mudcats          | Low-A East              | Zebulon, Nord Carolina               |
| Rookie  | ACL Brewers Blue          | Arizona Complex League  | Phoenix, Arizona                     |
| Rookie  | ACL Brewers Gold          | Arizona Complex League  | Phoenix, Arizona                     |
| Rookie  | DSL Brewers 1             | Dominican Summer League | Ramón Santana, Repubblica Dominicana |
| Rookie  | DSL Brewers 2             | Dominican Summer League | Ramón Santana, Repubblica Dominicana |